# Gisela Röhl
Gisela Röhl  ist eine ehemalige deutsche Radrennfahrerin.
1973 und 1974 wurde Gisela Röhl deutsche Meisterin im Straßenrennen. 1972 und 1975 wurde sie Vize-Meisterin; 1971 und 1976 belegte sie jeweils Rang drei. 